# Анапский район
Ана́пский райо́н — административно-территориальная единица в Краснодарском крае России. 
Образован в 1923 году. 
В  рамках муниципального устройства на территории Анапского района и административно-территориальной единицы, соответствующей категории города краевого подчинения Анапы, с 2004 года также существует единое муниципальное образование город-курорт Анапа со статусом городского округа.
Административный центр — город Анапа (в состав района не входит).

## История
Анапский район был образован 26 января 1923 года в составе Черноморского округа Кубано-Черноморской области. Первоначально в состав района входили следующие населённые пункты: г. Анапа, ст-ца Анапская, ст-ца Благовещенская, c.Виноградный (пос.Ленина) с. Варваровка, с. Витязево, ст-ца Натухаевская, с. Павловка, х. Псебепс, ст-ца Раевская (Красно-Медведовская), с. Сукко, с. Супсех.
С 2 июня 1924 года район в составе Юго-Восточной области,
С 16 ноября 1924 года — в составе Северо-Кавказского края, с 10 января 1934 года — в составе Азово-Черноморского края, с 13 сентября 1937 года Анапский район в составе Краснодарского края.
16 апреля 1940 года часть территории района вошла во вновь образованный Варениковский район.
22 августа 1953 года в состав Анапского района вошли части территорий упразднённых Варениковского и Верхнебаканского районов.
11 февраля 1963 года в состав района вошла территория упразднённого Темрюкского района.
12 января 1965 года город Анапа был отнесён к категории городов краевого подчинения и выведен из состава района, оставаясь его центром. Темрюкский район был восстановлен в прежних границах.
В 1982 году в состав Приморского района города Новороссийска были переданы Натухаевский, Мысхакский и Раевский сельсоветы.
На 1 января 1985 года Анапский район включал в себя 7 сельских советов: Анапский, Виноградный, Витязевский, Гай-Кодзорский, Гостагаевский, Первомайский (с. Юровка), Супсехский.
12 марта 1994 года муниципальные образования Анапский район и город Анапа объединены в курорт Анапа. 1996: муниципальное образование переименовано в город-курорт Анапа.
В ходе муниципальной реформы 1 апреля 2004 года было образовано муниципальное образование город-курорт Анапа со статусом городского округа.
Анапский район как административно-территориальная единица сохранил свой статус.

## Население
Динамика численности населения района:
| 1939    | 1959    | 1970    | 1979    | 1989    | 2002    | 2010    |
| ------- | ------- | ------- | ------- | ------- | ------- | ------- |
| 54 718  | ↗62 163 | ↘56 529 | ↗67 963 | ↘57 281 | ↗70 576 | ↗76 904 |
| 2017    |         |         |         |         |         |         |
| ↗96 561 |         |         |         |         |         |         |

## Административное деление

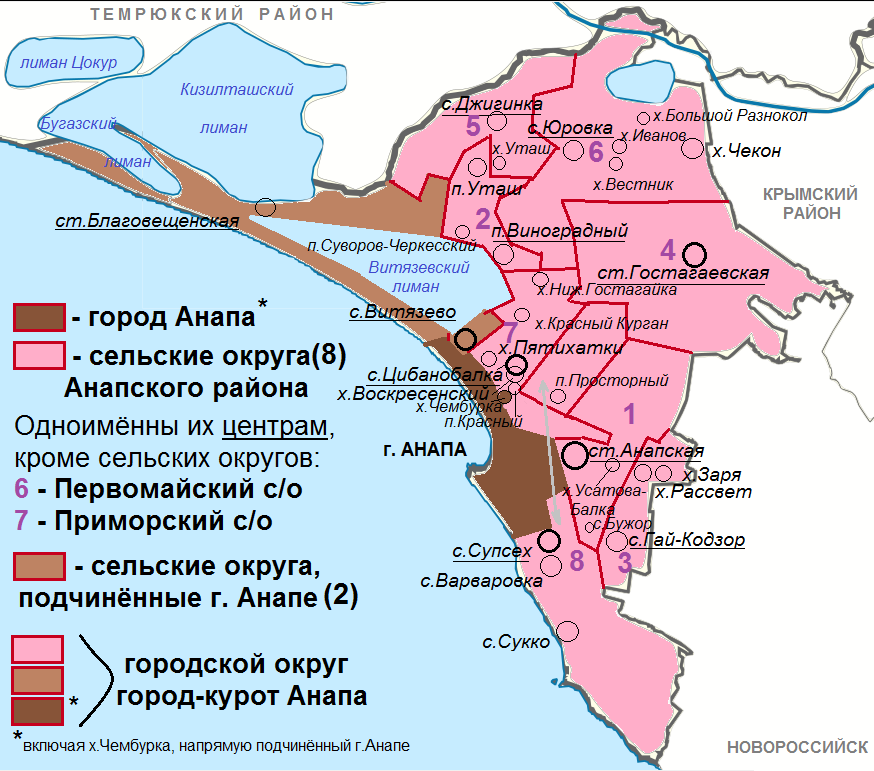
Сельские округа Анапского района и города краевого подчинения Анапы

Район состоит из 8 сельских округов, включающих 48 населённых пунктов:
| №        | Сельский округ        | Кол-во населённых пунктов | Население (чел.) | Центр                 |
| -------- | --------------------- | ------------------------- | ---------------- | --------------------- |
| 1        | Анапский              | 7                         | ↗24 034          | станица Анапская      |
| 2        | Виноградный           | 3                         | ↗6536            | посёлок Виноградный   |
| 3        | Гайкодзорский         | 3                         | ↗6880            | село Гай-Кодзор       |
| 4        | Гостагаевский         | 3                         | ↗12 330          | станица Гостагаевская |
| 5        | Джигинский            | 2                         | ↗5438            | село Джигинка         |
| 6        | Первомайский          | 14                        | ↗9963            | село Юровка           |
| 7        | Приморский            | 10                        | ↗13 174          | село Цибанобалка      |
| 8        | Супсехский            | 6                         | ↗18 206          | село Супсех           |
| 8.000001 | Анапский район, всего | 48                        | ↗96 561          |                       |

В рамках муниципального устройства края помимо территории Анапского района к единому муниципальному образованию город-курорт Анапа относится город Анапа с подчинёнными ему 2 сельскими округами (Благовещенским и Витязевским), при этом 1 хутор (Чембурка) находится в прямом подчинении администрации города Анапы.

### Населённые пункты
В состав района входят 48 населённых пунктов:
| №  | Населённый пункт   | Тип населённого пункта | Население (чел.) | Сельский округ |
| -- | ------------------ | ---------------------- | ---------------- | -------------- |
| 1  | Анапская           | станица                | ↘15 593          | Анапский       |
| 2  | Большой Разнокол   | хутор                  | ↗630             | Первомайский   |
| 3  | Большой Утриш      | село                   | ↗198             | Супсехский     |
| 4  | Бужор              | село                   | ↘487             | Анапский       |
| 5  | Варваровка         | село                   | ↗1980            | Супсехский     |
| 6  | Верхнее Джемете    | посёлок                | ↘135             | Приморский     |
| 7  | Верхний Ханчакрак  | хутор                  | ↗301             | Первомайский   |
| 8  | Верхний Чекон      | хутор                  | ↘124             | Первомайский   |
| 9  | Весёлая Гора       | хутор                  | ↘162             | Первомайский   |
| 10 | Вестник            | хутор                  | ↗618             | Первомайский   |
| 11 | Виноградный        | посёлок                | ↗4040            | Виноградный    |
| 12 | Воскресенский      | хутор                  | ↗1509            | Приморский     |
| 13 | Гай-Кодзор         | село                   | ↗3248            | Гайкодзорский  |
| 14 | Гостагаевская      | станица                | ↗16 438          | Гостагаевский  |
| 15 | Джигинка           | село                   | ↗5516            | Джигинский     |
| 16 | Заря               | хутор                  | ↗1179            | Гайкодзорский  |
| 17 | Иванов             | хутор                  | ↘549             | Первомайский   |
| 18 | Капустин           | хутор                  | ↘41              | Приморский     |
| 19 | Коваленко          | хутор                  | ↗6               | Гостагаевский  |
| 20 | Красная Горка      | хутор                  | 93               | Первомайский   |
| 21 | Красная Скала      | хутор                  | ↗121             | Приморский     |
| 22 | Красный            | хутор                  | ↘939             | Приморский     |
| 23 | Красный Курган     | хутор                  | ↗676             | Приморский     |
| 24 | Куматырь           | хутор                  | ↗145             | Анапский       |
| 25 | Курбацкий          | хутор                  | ↗187             | Анапский       |
| 26 | Куток              | хутор                  | ↘11              | Анапский       |
| 27 | Малый Разнокол     | хутор                  | ↘147             | Первомайский   |
| 28 | Малый Утриш        | посёлок                | ↗51              | Супсехский     |
| 29 | Малый Чекон        | хутор                  | →41              | Гостагаевский  |
| 30 | Нижний Ханчакрак   | хутор                  | ↗75              | Первомайский   |
| 31 | Нижняя Гостагайка  | хутор                  | ↗715             | Приморский     |
| 32 | Песчаный           | хутор                  | ↗317             | Приморский     |
| 33 | Прикубанский       | хутор                  | ↘6               | Первомайский   |
| 34 | Просторный         | посёлок                | ↗875             | Супсехский     |
| 35 | Пятихатки          | посёлок                | ↗1178            | Приморский     |
| 36 | Рассвет            | хутор                  | ↗1516            | Гайкодзорский  |
| 37 | Розы Люксембург    | хутор                  | ↗141             | Первомайский   |
| 38 | Суворов-Черкесский | посёлок                | ↗878             | Виноградный    |
| 39 | Сукко              | село                   | ↗3939            | Супсехский     |
| 40 | Супсех             | село                   | ↗15 736          | Супсехский     |
| 41 | Тарусин            | хутор                  | ↗392             | Анапский       |
| 42 | Усатова Балка      | хутор                  | ↗866             | Анапский       |
| 43 | Уташ               | посёлок                | ↗1919            | Виноградный    |
| 44 | Уташ               | хутор                  | ↘531             | Джигинский     |
| 45 | Цибанобалка        | село                   | ↗7923            | Приморский     |
| 46 | Чекон              | хутор                  | ↘1570            | Первомайский   |
| 47 | Чёрный             | хутор                  | ↗301             | Первомайский   |
| 48 | Юровка             | село                   | ↗4430            | Первомайский   |